# Margarete von der Provence

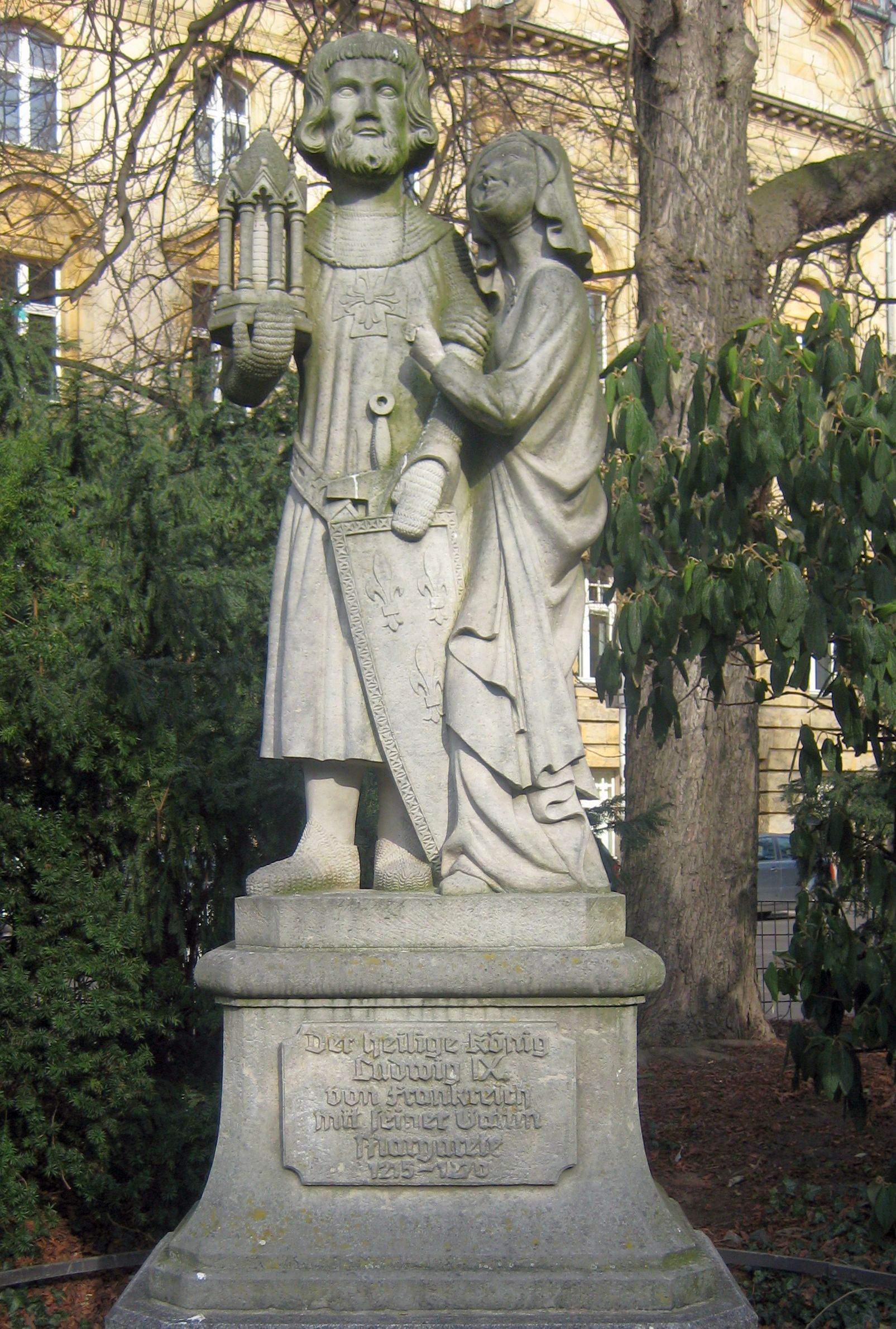
Denkmal für Margarete von der Provence und ihren Ehemann Ludwig IX. auf dem Ludwigkirchplatz in Berlin-Wilmersdorf

Margarete von der Provence (französisch Marguerite de Provence, * um 1222 in Brignoles; † 20. Dezember 1295 in Paris), auch Margarete von Provence genannt, war die Ehefrau Ludwigs IX. und damit von 1234 bis 1270 Königin von Frankreich. Durch ihren Einsatz konnte die Stadt Damiette während des Sechsten Kreuzzuges verteidigt und anschließend als Tauschobjekt für das Leben des gefangengenommenen französischen Königs genutzt werden.

## Familie
Margarete wurde als älteste Tochter von Raimund Berengar V. von der Provence und Beatrix von Savoyen, einer Tochter Thomas’ I. von Savoyen, vermutlich auf Schloss Brignoles geboren. Etwa zwölfjährig wurde sie am 27. Mai 1234 in der Kathedrale von Sens mit Ludwig IX., König von Frankreich, verheiratet.
Ihre drei jüngeren Schwestern wurden ebenso wie sie durch Heirat zu Königinnen. Eleonore heiratete den englischen König Heinrich III., Sancha Richard von Cornwall, der in der Doppelwahl von 1256/57 zum deutschen König gewählt wurde, und Beatrix ihren, Margaretes, Schwager Karl I. von Anjou, der später König von Sizilien werden sollte.
Entgegen ihren Erwartungen bestimmte ihr Vater in seinem Testament von 1238 jedoch nicht sie, sondern ihre jüngste Schwester Beatrix zur Alleinerbin der Grafschaft Provence. Durch die Ehe Beatrix’ mit Karl von Anjou wurde die Provence nachfolgend als Domäne der französischen Krone unterworfen. Es entwickelte sich ein langwieriger Streit zwischen Margarete und Karl um die Grafschaft, auf die die Königin trotz des väterlichen Testaments Anspruch erhob.

### Nachkommen
Aus der Ehe mit Ludwig IX. entstammten elf Kinder:
- Blanka, (* 4. Dezember 1240; † 29. April 1243)
- Isabella, (* 18. März 1242; † 23. April 1271), ⚭ 1255 Theobald II. König von Navarra
- Ludwig, (* 21. Februar 1244; † 11. Januar 1260)
- Philipp III., (* 3. April 1245; † 5. Oktober 1285)
- Johann, (* 1246; † 10. März 1247)
- Johann Tristan, (* 8. April 1250; † 3. August 1270), Graf von Nevers
- Peter, (* 1251; † 6. April 1283), Graf von Alençon
- Blanka, (* 1253; † 17. Juni 1320), ⚭ 1269 Ferdinand de la Cerda, Kronprinz von Kastilien
- Margarete, (* 1254; † 1271), ⚭ 1270 Johann I. Herzog von Brabant
- Robert, (* 1256; † 7. Februar 1317)
- Agnes, (* 1260; † 19. Dezember 1327), ⚭ 1279 Robert II. Herzog von Burgund

## Leben

### Kindheit
Aufgewachsen am provenzalischen Hof ihres Vaters, wuchs sie mit der dort üblichen südländischen Lebensart auf. Die Anwesenheit von Troubadouren, Poeten und Dichtern prägten Margaretes Kindheit ebenso wie eine von Raimund Berengar V. geförderte innige Liebe zur Provence. Obwohl sie diese nach ihrer Heirat nur noch zweimal wiedersah, blieb die französische Königin zeit ihres Lebens eng mit der Heimat verbunden.
Ihre Eltern achteten darauf, dass sie gemeinsam mit ihrer jüngeren Schwester Eleonore eine gründliche, religiöse Erziehung im Sinne der katholischen Kirche erhielt. Durch Margaretes spätere Briefwechsel mit Eleonore ist z. B. verbürgt, dass sie die lateinische Sprache beherrschte. Die umfassende Ausbildung der Mädchen fußte nicht zuletzt auf dem Plan der Eltern, ihre Töchter gut zu verheiraten, um durch die damit geknüpften Familienbeziehungen die politische Sicherheit und Stabilität ihrer Grafschaft zu gewährleisten.

### Heirat und die ersten Ehejahre
Auf Betreiben der französischen Regentin Blanka von Kastilien kamen 1233 Gesandte des französischen Königs in die Provence, um um die Hand der etwa elfjährigen Tochter Margarete anzuhalten. Da die beiden Eheleute im vierten Grad miteinander blutsverwandt waren, musste Papst Gregor IX. dazu Anfang Januar 1234 einen Dispens erteilen. Im Mai 1234 wurde in Lyon der Heiratsvertrag besiegelt. Als Mitgift wollte ihr Vater 10.000 Mark zahlen, wofür er als Sicherheit die Burg Tarascon an den französischen König übergab. Da die Mitgift nie vollständig gezahlt wurde, blieb die Burg an der Rhone in französischem Besitz. Nach Abschluss des Heiratsvertrags zog Margarete nach Sens, wo die Heirat stattfand. Einen Tag später wurde Margarete am 28. Mai ebenfalls in der Kathedrale zur Königin gekrönt.
Die ersten Ehejahre waren von ständiger Opposition zu ihrer Schwiegermutter Blanka gekennzeichnet, die – obwohl Ludwig IX. seit seiner Heirat offiziell mündig war – starken Einfluss auf ihren Sohn und dessen Politik ausübte. Der Chronist Ludwigs IX., Jean de Joinville, berichtete in seinen Aufzeichnungen unter dem Titel La vie de Saint Louis von stetig wachsender Eifersucht Blankas gegenüber Margarete in Hinsicht auf deren Verhältnis zu Ludwig. Er schrieb, Königin Blanka habe es nicht ausstehen können, wenn ihr Sohn mit seiner Frau zusammen war, außer am Abend, wenn er mit ihr schlief. („La reine Blanche ne vouloit souffrir à son pouvoir que son fils fust en la compagnie de sa femme, sinon le soir quand il alloit coucher avec elle.“) Seine Mutter lehrte ihn, bei politischen Entscheidungen nicht auf Margarete zu hören. Für Margarete kam erschwerend hinzu, dass ihre Schwiegermutter gemeinsam mit dem jungen Paar im Palais de la Cité in Paris lebte und dem König auf seinen Reisen folgte. Erst 1247 konnte sich Margarete dem Einfluss Blankas entziehen: Ihr wurde ein eigener, persönlicher Haushalt und ein eigenes Budget für die Ausgaben zugestanden.

### Sechster Kreuzzug

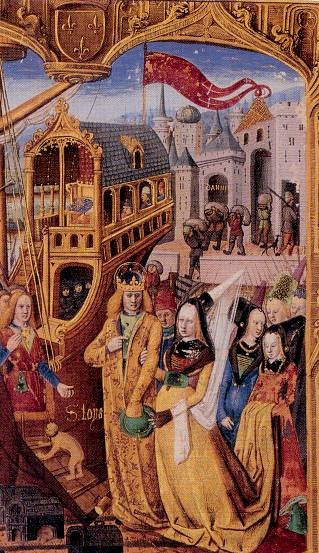
Der heilige Ludwig und seine Frau Margarete von der Provence treten 1254 im Hafen von Akkon ihre Heimreise an. Darstellung aus dem Livre des faits de Monseigneur Saint Louis, 15. Jahrhundert, Paris, Bibliothèque nationale de France

Als Ludwig IX. sein während einer lebensbedrohlichen Krankheit abgelegtes Kreuzzugsversprechen im Jahr 1248 einlöste, begleitete ihn Margarete auf diesem Kreuzzug. Nach einer Zwischenstation auf Zypern erreichte das königliche Paar im Juni 1249 Ägypten. Nach der Eroberung Damiettes übertrug Ludwig IX. seiner Frau – zu dieser Zeit schwanger – die Verantwortung für die Stadt, um im November in Richtung Kairo weiterzuziehen.
Als das Kreuzfahrerheer Anfang April 1250 eine vernichtende Niederlage bei al-Mansura erlitt und Ludwig IX. in Gefangenschaft geriet, wollten sich die genuesischen und pisaischen Geschwader, die den Hafen von Damiette sicherten, ergeben und bereiteten schon ihre Abfahrt vor. In dieser Situation aber zeigte sich Margarete überaus couragiert und willensstark. Kurz vor der Geburt ihres Kindes ließ sie einen zu ihrem Schutz abgestellten Ritter schwören, dass er sie, falls die Sarazenen die Stadt erobern sollten, enthaupten würde, ehe sie in die Hände der Ungläubigen fallen würde. Nur einen Tag nach der Entbindung ihres Sohnes Johann Tristan ließ sie dann die Führungsoffiziere aus Genua und Pisa zu sich ans Kindbett rufen und überzeugte sie davon zu bleiben. Ihr Plan war es, Damiette als Tauschobjekt für die gefangenen Kreuzfahrer anzubieten. Ihr Plan hatte Erfolg: Gegen eine Lösegeldzahlung von 400.000 Livres und der Rückgabe von Damiette am 6. Mai 1250 rettete Margarete ihrem Mann und seinen Soldaten das Leben.

### Nach dem Kreuzzug
Weitere vier Jahre verbrachte Margarete noch im Heiligen Land, ehe sie 1254 mit ihrem Mann nach Frankreich zurückkehrte. Da Blanka von Kastilien 1252 verstorben war, avancierte sie – wenngleich nicht offiziell – zu einer wichtigen Beraterin des Königs. Bereits im November 1254 kam es in Chartres zu einem Treffen mit dem englischen Königspaar. Der französische König lud seinen Schwager dann nach Paris ein, wohin auch noch weitere ihrer Verwandten kamen. Durch die persönlichen Kontakte von Margarete zu ihrer Schwester Eleonore kam es zu einem besseren Verhältnis zwischen den beiden Königen, was wohl den Weg für einen Frieden im Konflikt zwischen den beiden Reichen ebnete. Zusammen mit ihrer Schwester hatte sie wohl einen größeren Anteil am Zustandekommen des 1259 geschlossenen Vertrags zwischen Frankreich und England.
Als Ludwig IX. die Krone niederlegen und in ein Kloster eintreten wollte, machte sie ihren ganzen Einfluss bei ihm geltend und brachte ihn von seinem Vorhaben ab. Der König erkannte seine Frau offenbar als ebenbürtigen Partner an, denn auf den Heiratsverträgen seiner Kinder unterzeichnet sie diese gleichrangig neben ihm. Als Margarete aber nach ihrer Rückkehr vom Kreuzzug ihren Schwager Karl von Anjou beschuldigte, dass er ihr das provencalische Erbe geraubt hätte, unterstützte Ludwig seinen Bruder und gab in dem Streit nicht zugunsten seiner Frau nach. Die Verbitterung Margaretes gegen Karl von Anjou führte nach 1263 zum Streit mit ihrem Mann.
Margarete blieb weiterhin in engem Kontakt zu ihrer Familie. Als ihr Onkel Thomas von Savoyen 1255 in die Gefangenschaft der Stadt Asti geriet, drängte Margarete ihren Mann erfolgreich, dass im Gegenzug in Frankreich Kaufleute aus der Lombardei verhaftet wurden, um ihren Mann freizupressen. Der darauf folgende Handelsstreit wurde erst vor Juni 1270 beigelegt. Ab 1262 versuchte Margarete vergeblich im Konflikt des englischen Königs mit dessen Schwager Simon de Montfort über dessen Mitgift zu vermitteln. Ihre Bemühungen blieben aber erfolglos, und 1264 kam es in England zu einem offenen Krieg zwischen dem König und einer von Montfort geführten Adelsopposition.

### Die Jahre als Witwe
Nachdem Ludwig 1270 während seines zweiten Kreuzzuges in Tunis verstorben war, zog sich Margarete in das Kloster des Pariser Vororts Saint-Marcel zurück. Sie war zwar noch häufig als Gast am Königshof anwesend, jedoch ohne Einfluss auf die Politik ihres Sohnes Philipp III., der die Nachfolge seines Vaters angetreten hatte. Vor allem widmete sie sich privaten Interessen und ihrer Familie. Zusammen mit ihrer Schwester Eleonore hatte sie wesentlichen Anteil daran, dass deren jüngerer Sohn Edmund Ende 1275 oder Anfang 1276 die verwitwete Gräfin der Champagne heiratete. Mehrfach unterstützte Margarete diplomatisch ihren Onkel Graf Philipp von Savoyen. Vor allem setzte sie aber ihren Streit mit Karl von Anjou, dem Ehemann ihrer verstorbenen Schwester Beatrix fort und widmete sich ihrem Erbanspruch auf die Provence. Im Herbst 1280 konnte Margarete zahlreiche Barone und Fürsten aus dem Königreich Arelat in einem gegen Anjou gerichteten Bündnis vereinen. Zusammen mit ihrer Schwester Eleonore versuchte sie, ein Heiratsbündnis zwischen Karl von Anjou und dem römisch-deutschen König Rudolf von Habsburg zu verhindern, das auch die Stellung ihres Onkels Graf Philipp I. von Savoyen gefährdete. Nach ihren Plänen sollte eine Enkelin von Eleonore Rudolfs Sohn Hartmann heiraten, doch durch den Tod von Hartmann kam diese Heirat nicht zustande. Letztlich wurde Karl von Anjou durch die Sizilianische Vesper 1282 so geschwächt, dass er seinen Plan, das Königreich Arelat unter seiner Herrschaft zu erneuern, nicht umsetzen konnte. Der Konflikt zwischen ihm und Margarete wurde u. a. durch Vermittlung ihres Sohnes Philipp III. und ihres Enkels Philipp dem Schönen im Februar 1287 beigelegt, indem Margarete eine jährliche Rente von 2000 Turnosen und eine einmalige Abfindung zugesprochen wurden. Dazu unterstützte Margarete ihren Onkel.
Nach der Thronbesteigung ihres Enkels Philipp des Schönen im Jahr 1285 zog sie sich vollkommen vom Hofleben zurück. Die letzten Jahre ihres Lebens verbrachte sie gemeinsam mit ihrer Tochter Blanka, der Witwe des kastilischen Infanten Ferdinand de la Cerda, in dem von ihr mitbegründeten Klarissenkloster Couvent des Cordelières südlich von Paris am Ufer der Bièvre im Faubourg Saint-Marcel, das in Erinnerung an die Ordensgründerin Klara von Assisi auch als Konvent Sainte-Claire bezeichnet wird. Margarete starb am 20. Dezember 1295 und wurde an der Seite ihres Ehemanns in der königlichen Grablege der Basilika von Saint Denis beigesetzt.
Die Einleitung des Kanonisationsverfahrens für ihren verstorbenen Ehemann im Jahre 1282 hatte Margarete zwar noch erlebt, seine Heiligsprechung durch Papst Bonifatius VIII. erfolgte jedoch erst zwei Jahre nach ihrem Tod.

## Verdienste
Früh lernte Margarete von Provence, ihre persönlichen Interessen denen des Allgemeinwohls unterzuordnen. Sie wurden von Zeitgenossen als lebhaft, fröhlich und neugierig geschildert, war jedoch intelligent und hartnäckig genug, ihre Rechte verbissen zu verteidigen und zur Durchsetzung ihrer Interessen auch einmal geschickt zu intrigieren.

### Politik
Bedingt durch die rigide Regierungsführung ihrer Schwiegermutter, die keinerlei Beteiligung an den politischen Geschäften zuließ, und Margaretes jugendliches Alter sowie die jahrelange Abwesenheit aus Frankreich während des sechsten Kreuzzugs ließen ihr in den ersten Jahren als Königin keinerlei Möglichkeit, sich aktiv an der Politik zu beteiligen. Erst nach dem Tod Blankas von Kastilien griff sie gelegentlich darin ein.

### Kunst und Literatur
Margarete protegierte zeitlebens zahlreiche Künstler und Poeten. Das Palais de la Cité wurde unter ihrer Führung zum Treffpunkt der bekanntesten Dichter und Intellektuellen ihrer Zeit. Männer wie Thomas von Aquin wurden an die königliche Tafel gebeten und trugen dazu bei, dass der französische Hof in kultureller Hinsicht einer der führenden in Europa war.